# Augustin Egger (Bischof)

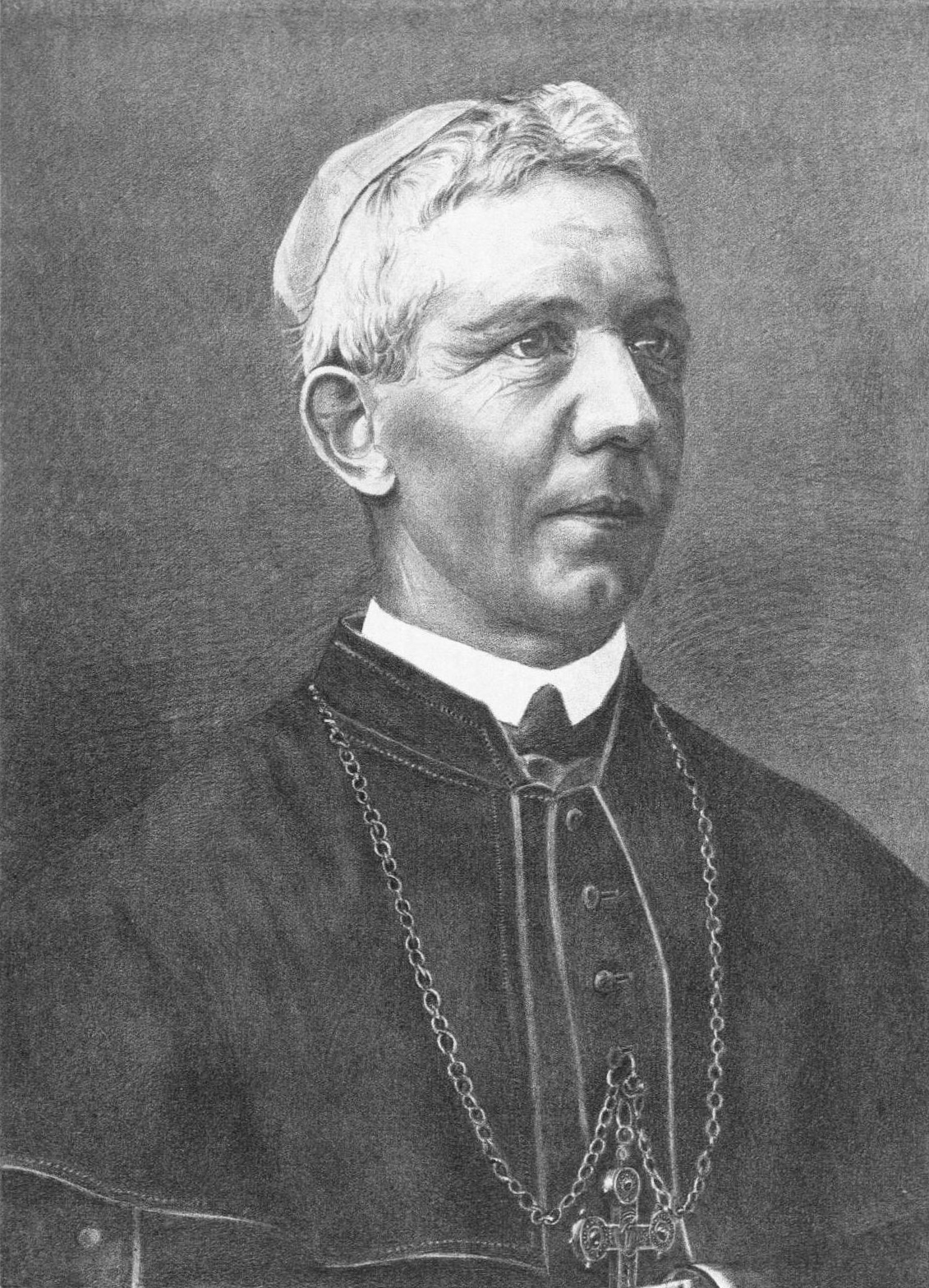
Augustin Egger

Augustin Egger, auch Augustinus Egger, (* 5. August 1833 in Kirchberg SG; † 12. März 1906 in St. Gallen) war Bischof von St. Gallen.

## Leben
Augustin Egger besuchte das Gymnasium im Kloster Fischingen. Nach seiner Matura in St. Gallen besuchte er Philosophiekurse in Fischingen und St. Gallen. Er studierte Theologie in Tübingen und trat in das Priesterseminar St. Gallen-St. Georgen ein. 1856 empfing er die Priesterweihe. Von 1857 bis 1862 war Egger Lehrer und Präfekt am Bischöflichen Knabenseminar St. Georgen. Er war anschliessend Pfarrer in Oberriet im St. Galler Rheintal. 1865 wurde er Residentialkanonikus und Domkatechet in St. Gallen. 1872 erfolgte die Ernennung zum Domdekan und Offizial sowie Generalvikar des Bistums St. Gallen.
1882 erfolgte die Wahl zum Bischof von St. Gallen und die Ernennung durch Papst Leo XIII. Er starb 1906 im Amt. 